# Cherri Bomb
«Cherri Bomb» — американський дівочий альтернативний рок-гурт, заснований у 2008 році у Лос-Анджелесі Джулією Пірс. Менеджером гурту є барабанщиця Саманта Мелоні, яка у минулому грала у таких гуртах як «Hole», «Mötley Crüe», «Eagles of Death Metal» та «Chelsea Girls».
Гурт запозичив своє ім'я з книги «Cherry Bomb: The Ultimate Guide to Becoming a Better Flirt, a Tougher Chick, and a Hotter Girlfriend — and to Living Life Like a Rock Star». Cherri Bomb мають контракт Hollywood Records, а їх перший студійний альбом «This is the end of control» вийшов 15 травня 2012.

## Історія
Гурт був заснований у 2008 році Джулією Пірс, яка на той час мала 11 років і бажала створити свій рок-гурт по приїзду у Лос-Анджелес. Завдяки розповсюдженню листівок по всьому місту та пошукам в Інтернеті, Джулія знайшла Нію Ловеліс та Міранду Міллер. Та оскільки гурт все ще потребував басиста, Рена (молодша сестра Нії), після декількох уроків гри на бас-гітарі приєдналася до гурту.
Джулія розповідає:
«Ми пройшли шлях від репетицій один-два рази на вихідних до домашнього навчання та репетицій щодня. Від каверів, виконуваних у маленьких музичних магазинах до виступів на фестивалях „Reading and Leeds“ та „Soundwave“ у Австралії».
У лютні 2011 року дівчата підписали контракт зі студією звукозапису Hollywood Records.
Cherri Bomb грали на розігріві таких гуртів, як Filter, Camp Freddy, Foo Fighters, Smashing Pumpkins, Bush, Staind и Steel Panther. Вони також виступали на таких світових фестивалях, як T in the Park, Oxegen, Sonisphere, Reading and Leeds.
У лютні 2012 року гурт відвідав найбільший фестиваль Австралі «Soundwave», а цим літом вони з'являться на «Vans Warped» турі.
Cherri Bomb випустили свій перший EP «Stark» 18 жовтня 2011 року, a їх перший студійний альбом «This is the End of Control» вийшов 15 квітня 2012.

## Склад
- Джулія Пірс (квітень 22, 1997) — соло-гітара, вокал
- Нія Ловеліс (січень 1, 1997) — ударні, вокал
- Міранда Міллер (листопад 22, 1995) — ритм-гітара, вокал
- Рена Ловеліс (квітень 6, 1998) — бас-гітара, вокал

## Дискографія
- This is the End of Control (2012)
- Stark (2011)